# Бочвар Анатолій Михайлович
Бочвар Анатолій Михайлович (17(29).8.1870, Радомисль, — †11.9.1947, Москва) — радянський учений, засновник московської школи металознавства, професор, доктор технічних наук (1917), заслужений діяч науки і техніки РРФСР (1933). Батько Андрія Анатолійовича Бочваря.
Народився в родині городового лікаря Михайла Андрійовича Бочваря. Проте через тяжку недугу лікар Бочвар змушений був припинити лікарську практику і в 1877 році — помер.
Анатолій залишився напівсиротою, навчатися почав лише у 14-річному віці. Родина переїхала до рідних у Петербург, де юнак у 1891 році закінчив реальне училище і вступив на хімічний факультет Імператорського Московського технічного училища, відоме затим як МВТУ ім. Баумана. Закінчивши виш із відзнакою, Анатолій Бочвар залишився працювати в ньому викладачем.
У 1908 році заснував першу в Москві металургійну лабораторію. Основні праці з білих антифрикційних сплавів, сталистих чавунів, термічної обробки сірих чавунів.
Праця: Дослідження білих антифрикційних сплавів, М., 1918.